# ニュースチャージ
ニュースチャージ（NEWS CHARGE）とは、岡山放送（OHK）で2009年10月24日から2012年3月24日まで放送されていたニュース・情報番組。

## 概要
この時間帯に放送されていた『スーパーニュースSPA』をリニューアルする形で、2009年10月24日に放送開始。
この1週間岡山・香川で起きた出来事や土曜日の最新ニュース、地元の識者や財界人のインタビューなど前番組よりも報道色は強くなっている。ただしインタビューについては岡山市にOHKのスタジオがある関係からか、基本的に招かれる識者は岡山県出身である事が多く、香川県内から招かれる事は少ない。
なお、前番組同様に自社ローカル・フジテレビ発全国ネット問わず特別番組の関係で休止になることがあった。
番組のオープニング・提供クレジットで使われるテーマ曲は『calling』（フジテレビ月9ドラマ「CHANGE」サウンドトラックに収録）が使用された。
2012年春の番組改編に伴い、同年3月24日で放送終了。土曜夕方の自社報道番組枠は廃止となるが、コンセプトを引き継いだ自社制作の情報番組『金曜G7』が4月20日から毎週金曜19:00より放送されている。4月以降の土曜17時枠は火曜深夜に放送されていた浅越ゴエMCの深夜番組『ゆるあつ』が移動・リニューアルされ『ゆる。』として放送されている。

### タイムテーブル
- 17:00 オープニング／土曜日の最新ニュース
- 17:04 1週間のニュース振り返り「ニュースダイジェスト」
- 17:08 インタビュー「ホットライン」
- 17:24 天気予報
- 17:26 来週の予定
- 17:28 提供クレジット／終了
- 17:29 ステーションブレイク
- 17:30 「FNN OHKスーパーニュースWEEKEND」に接続

## キャスター
| 期間                          | 男性     | 女性       |
| ----------------------------- | -------- | ---------- |
| 2009年10月24日 - 12月26日     | 上岡元   | 久保さち子 |
| 2010年1月16日 - 2011年3月26日 | 堀靖英   | 久保さち子 |
| 2011年4月2日 - 12月17日       | 篠田吉央 | 上杉桜子   |
| 2012年1月14日 - 3月24日       | 篠田吉央 | 竹下美保   |